# Arab Contractors
Arab Contractors (in arabo: المقاولون العرب, Al Mokawloon Al Arab) è una società contraente generale e di costruzioni egiziana.

## Storia
L'azienda è stata fondata nel 1955 da Osman Ahmed Osman, un imprenditore e politico egiziano, ministro dell'Edilizia egiziano sotto la presidenza di Anwar Sadat. Fu nazionalizzata nel 1961 in seguito alla rivoluzione egiziana del 1952.
Ha partecipato alla costruzione di numerosi edifici governativi in Egitto e di diverse moschee, nonché di vari edifici commerciali e grandi opere civili.
La società possiede anche una squadra di calcio, l'Al-Mokawloon Al-Arab Sporting Club, che gioca nella Prima Lega, la massima divisione del campionato egiziano di calcio.
Dalla fine degli anni '70, l'azienda ha diversificato la propria attività andando ad operare in settori come quello delle banche, delle assicurazioni, dell'agricoltura, della trasformazione alimentare, dei servizi alberghieri e dell'assistenza sanitaria. Ad oggi, Arab Contractors è una delle più grandi aziende del Medio Oriente e del Nord Africa con progetti non solo in Egitto, ma anche per esempio in Marocco, Emirati Arabi Uniti, Algeria, Libia, Uganda, Libano e Kuwait.